# Église Notre-Dame-de-l'Assomption d'Eaubonne
L’église Notre-Dame-de-l’Assomption située 3, avenue de Matlock à Eaubonne dans le Val-d’Oise en France, est un édifice religieux affecté au culte catholique.
C’est l’actuelle église Sainte-Marie dans la même ville qui porta le nom « Notre–Dame-de-l’Assomption » de 1847 à 1933.

## Description
La nef et le chœur sont surmontés d'un toit en bâtière.

## Historique
En 2020, elle bénéficie d'une rénovation réalisée par l'Œuvre des Chantiers du Cardinal.